# George Walker (enxadrista)
George Walker (Março de 1803 – Abril de 1879) foi um proeminente autor britânico sobre enxadrismo e enxadrista. Ele foi o autor de The Celebrated Analysis of A D Philidor (Londres, 1832), The Art of Chess-Play: A New Treatise on the Game of Chess (Londres, 1832), A Selection of Games at Chess played by Philidor (Londres, 1835), Chess Made Easy (Londres, 1836), e Chess Studies (Londres, 1844).
Em 1845 formou uma equipe com Henry Thomas Buckle, William Davies Evans, George Perigal, e William Josiah Tuckett em Londres para disputar dois jogos por telégrafo (uma vitória e um empate contra a equipe de Howard Staunton e Hugh Alexander Kennedy em Portsmouth. e em 1846 venceu uma partida contra Daniel Harrwitz.
Walker utilizou sua coluna no Bell's Life para propagandear a organização do Torneio Internacional de Londres de 1851, o primeiro torneio internacional de xadrez. Adolf Anderssen venceu, levando-o a ser considerado como campeão mundial não-oficial.